# Прапор Чарторийська
Прапор Чарторийська затверджений 25 червня 2008 року сесією Чарторийської сільської ради.

## Опис
Квадратне полотнище, поділене вертикально на дві рівновеликі смуги; на червоній від древка — білий прямий хрест, на жовтій з вільного краю — горизонтальна синя хвиляста смуга.